# Alexandra Jurjewna Prokopjewa
Alexandra Jurjewna Prokopjewa (russisch Александра Ю́рьевна Прокопьева; bei der FIS nach englischer Transkription Aleksandra Prokopyeva; * 24. Juli 1994 in Montschegorsk, Oblast Murmansk) ist eine russische Skirennläuferin. Sie startet in allen Disziplinen.

## Biografie
Alexandra Prokopjewa stammt aus Montschegorsk im Nordwesten Russlands. Ihr Vater, ein ehemaliger Sowjet-Meister, brachte sie und ihren Bruder früh mit dem Skifahren in Berührung. Mit 13 Jahren ging sie auf das Internat Leonid Tjagatschow in Moskau. Nach dem Schulabschluss studierte sie am West-Moskauer Institut für Tourismus.
Im Alter von 15 Jahren bestritt sie in Bad Kleinkirchheim ihre ersten FIS-Rennen. Mit guten Ergebnissen bei den russischen Meisterschaften 2010 in Terskol qualifizierte sie sich für die Nationalmannschaft. Im Februar 2011 nahm sie am Europäischen Olympischen Jugend-Winterfestival in Liberec teil, wo sie im Riesenslalom wie auch im Slalom jeweils im ersten Durchgang ausschied. Im September 2011 ging sie erstmals im South American Cup an den Start und feierte in Chile drei Rennsiege, womit sie sowohl die Abfahrts- als auch die Super-G-Wertung für sich entschied. Im Dezember desselben Jahres debütierte sie im Europacup, in dem sie seither regelmäßig zum Einsatz kommt.
Ihr Weltcup-Debüt gab Prokopjewa am 18. Februar 2012 in Rosa Chutor, aufgrund des wetterbedingten Abbruchs ging sie jedoch nicht aus dem Starthaus. Bei den Juniorenweltmeisterschaften in Roccaraso erreichte sie mit Rang elf im Super-G ein Ergebnis, das sie bei zwei weiteren JWM-Teilnahmen nicht mehr übertreffen konnte. 2013 startete sie bei den Weltmeisterschaften in Schladming erstmals bei einem Großereignis und erzielte mit Rang 23 in der Super-Kombination ihre persönliche Bestleistung. Am Ende der Saison 2014/15 kürte sie sich in Rosa Chutor in den Speeddisziplinen zur doppelten Staatsmeisterin. Gegen Ende der folgenden Saison zog sie sich eine Kompressionsfraktur im Knie zu. Der Winter 2016/17 verlief für sie erfreulicher. Nach ihrer zweiten WM-Teilnahme in St. Moritz, bei der sie sich in vier Disziplinen klassieren konnte, gewann sie in der Kombination von Crans-Montana mit Platz 30 ihren ersten Weltcuppunkt. Am Ende der Saison wurde sie zum ersten Mal russische Meisterin im Riesenslalom.
Nach weiteren vier Siegen im South American Cup verletzte sie sich im Oktober erneut und verpasste somit die Saison 2017/18. Im September 2018 kam sie über den South American Cup zurück in den internationalen Wettbewerb. So gewann sie beide Abfahrten und beide Super-G in La Parva. Im Oktober nahm sie an der Qualifikation zum Weltcup in Sölden teil, verpasste jedoch den Wettbewerb. Am 30. November 2018 startete sie in Lake Louise wieder im Weltcup, blieb aber als 37. hinter den Punkterängen. Im Dezember bestritt sie zwei Rennen im Rahmen des Europacups. Nach Platz 23 im ersten Riesenslalom von Andalo Paganella kam sie im zweiten nicht ins Ziel.
Bei den Alpinen Skiweltmeisterschaften 2019 in Åre wurde sie 23. in der Kombination und 43. im Riesenslalom. In der Abfahrt war sie auf dem 36. Platz gefahren. Im März gewann sie in Juschno-Sachalinsk im Super-G nach 2015 ihren zweiten Russischen Meistertitel.

## Erfolge

### Weltmeisterschaften
- Schladming: 23. Super-Kombination, 34. Abfahrt
- St. Moritz 2017: 24. Super-G, 25. Kombination, 27. Abfahrt, 38. Riesenslalom
- Åre 2019: 23. Kombination, 43. Riesenslalom, 36. Abfahrt

### Weltcup
- 2 Platzierungen unter den besten 30

### Weltcupplatzierungen
| Saison  | Gesamt | Gesamt | Abfahrt | Abfahrt | Kombination | Kombination |
| Saison  | Platz  | Punkte | Platz   | Punkte  | Platz       | Punkte      |
| ------- | ------ | ------ | ------- | ------- | ----------- | ----------- |
| 2016/17 | 134.   | 1      | –       | –       | 53.         | 1           |
| 2019/20 | 112.   | 9      | 43.     | 9       | –           | –           |

### South American Cup
- Saison 2011: 4. Gesamtwertung, 1. Abfahrtswertung, 1. Super-G-Wertung[A 1]
- Saison 2012: 7. Gesamtwertung, 1. Abfahrtswertung, 10. Super-G-Wertung
- Saison 2017: 5. Gesamtwertung, 1. Super-G-Wertung, 1. Kombinationswertung, 4. Abfahrtswertung
- Saison 2018: 4. Gesamtwertung, 1. Abfahrtswertung, 1. Kombinationswertung
- 16 Podestplätze, davon 13 Siege:

| Datum              | Ort         | Land  | Disziplin   |
| ------------------ | ----------- | ----- | ----------- |
| 6. September 2011  | La Parva    | Chile | Abfahrt     |
| 7. September 2011  | La Parva    | Chile | Abfahrt     |
| 8. September 2011  | La Parva    | Chile | Super-G     |
| 4. September 2012  | La Parva    | Chile | Abfahrt     |
| 4. September 2012  | La Parva    | Chile | Abfahrt     |
| 18. September 2017 | El Colorado | Chile | Super-G     |
| 20. September 2017 | El Colorado | Chile | Abfahrt     |
| 21. September 2017 | El Colorado | Chile | Abfahrt     |
| 21. September 2017 | El Colorado | Chile | Kombination |
| 4. September 2018  | La Parva    | Chile | Abfahrt     |
| 4. September 2018  | La Parva    | Chile | Abfahrt     |
| 5. September 2018  | La Parva    | Chile | Super-G     |
| 5. September 2018  | La Parva    | Chile | Super-G     |

1. ↑  Die Rennen des South American Cup werden jährlich im August und September (Südwinter) ausgetragen und bereits der kommenden, internationalen Saison zugerechnet.

### Far East Cup
- Saison 2016/17: 11. Gesamtwertung, 15. Riesenslalom-Wertung, 45. Slalom-Wertung, 2. Super-G-Wertung
- Saison 2018/19: 34. Gesamtwertung, 37. Riesenslalom-Wertung
- 4 Podestplätze, davon 2 Siege:

| Datum         | Ort                | Land     | Disziplin |
| ------------- | ------------------ | -------- | --------- |
| 17. März 2017 | Juschno-Sachalinsk | Russland | Super-G   |
| 18. März 2017 | Juschno-Sachalinsk | Russland | Super-G   |

### Nor-Am Cup
- Saison 2014/15: 66. Gesamtwertung, 13. Riesenslalom-Wertung

### Australia New Zealand Cup
- Saison 2014: 56. Gesamtwertung, 38. Riesenslalom-Wertung

### Juniorenweltmeisterschaften
- Roccaraso 2012: 11. Super-G
- Québec 2013: 36. Abfahrt
- Hafjell 2015: 16. Super-Kombination, 18. Super-G, 25. Abfahrt

### Weitere Erfolge
- 4 russischer Meistertitel (Abfahrt und Super-G 2015, Riesenslalom 2017, Super-G 2019)
- 9 Siege in FIS-Rennen